# قره‌حاجی‌لی
قره‌حاجی‌لی (به لاتین: Qarahacılı) یک منطقه مسکونی در جمهوری آذربایجان است که در شهرستان بالاکن واقع شده است.